# ادوارد مالهیر
ادوارد مالهیر (انگلیسی: Edward Mulhare; ۸ آوریل ۱۹۲۳ – ۲۴ مهٔ ۱۹۹۷) یک هنرپیشه اهل ایرلند بود.

## گزیدهٔ آثار
- نایت رایدر ۲۰۰۰ (۲۰۰۰)
- سریال نایت رایدر (۱۹۸۲)
- قطار سریع‌السیر فون راین (۱۹۶۵)